# 1620'erne f.Kr.
Århundreder: 18. århundrede f.Kr. – 17. århundrede f.Kr. – 16. århundrede f.Kr.
Årtier: 1670'erne f.Kr. 1660'erne f.Kr. 1650'erne f.Kr. 1640'erne f.Kr. 1630'erne f.Kr. – 1620'erne f.Kr. – 1610'erne f.Kr. 1600'erne f.Kr. 1590'erne f.Kr. 1580'erne f.Kr. 1570'erne f.Kr.
Årstal: 1629 f.Kr. 1628 f.Kr. 1627 f.Kr. 1626 f.Kr. 1625 f.Kr. 1624 f.Kr. 1623 f.Kr. 1622 f.Kr. 1621 f.Kr. 1620 f.Kr.

## Hændelser
- 1627 f.Kr. — starten på flere års afkøling af Jordens klima, registreret i træ-ringe over hele verden. [1] Den var måske forårsaget af vulkanudbrud: det minoiske udbrud i Thera[2] eller Avellino udbruddet i Vesuv.[3]
- 1625 f.Kr. – Samsu-Ditana bliver konge af Babylon.
- 1621 f.Kr. – Lullaia bliver konge af Assyrien.
- 1620 f.Kr. – Mursili jeg bliver konge af hittititternes rige.